# 거미 작전
거미 작전은 1994년 11월부터 1994년 12월 또는 1995년 8월 4일까지 진행된 작전이다. 이 작전은 세르비아 크라이나와 스릅스카 공화국이 서보스니아 자치주를 회복하기 위해 벌인 작전이다. 작전은 성공적으로 끝났지만 1995년 폭풍 작전으로 세르비아 크라이나군과 스릅스카 공화국군이 궤멸하면서 1995년 8월 7일 보스니아 헤르체고비나 공화국군이 다시 서보스니아 자치주를 점령하게 되었다.